# Riciliano
Riciliano foi um rei suevo que reinou em período incerto. Foi sucedido por Teodemundo em 520.